# De Dietrich 20 PS
Der De Dietrich 20 PS ist ein Rennwagen. Hersteller war De Dietrich in Niederbronn im Elsass, das damals zum Deutschen Reich gehörte.

## Beschreibung
Der junge Ettore Bugatti wurde im Juni oder Juli 1902 als Chefkonstrukteur bei De Dietrich angestellt. Er sollte zwei neue Pkw-Modelle entwickeln. Das erste Fahrzeug war jedoch ein Rennwagen.
Er hat einen Vierzylinder-Reihenmotor, der vorne längs im Fahrgestell eingebaut ist. 114 mm Bohrung und 130 mm Hub ergeben 5308 cm³ Hubraum. Der Motor leistet 20 PS. Die Motorleistung wird über Ketten an die Hinterräder übertragen.
Die offene Karosserie bietet Platz für zwei Personen. Die Sitze sind hinter der Hinterachse und für die damalige Zeit auffallend niedrig angeordnet. Dadurch wird der Schwerpunkt abgesenkt und Straßenlage und Fahrverhalten verbessert.
Das erste Rennen, bei dem dieses Fahrzeug eingesetzt wurde, fand am 31. August 1902 in Frankfurt am Main statt. Einer der Gegner ist der Mercedes-Simplex 40 PS von Clarence Gray Dinsmore, der zwar leistungsstärker, aber auch weniger wendig ist. Ettore fuhr selber und gewann das Rennen. Eine weitere Quelle bestätigt den Start Ettores bei diesem Rennen.
Mit demselben Fahrzeug trat Ettore eine Woche später, also am 7. September 1902, bei einem Bergrennen am Semmering-Pass an. Er wurde Vierter. Émile Mathis, damals ebenfalls für De Dietrich tätig, war ebenfalls in Wien. Es existiert ein Foto mit den beiden Männern im Rennwagen. Ob Mathis Beifahrer beim Rennen war, ist unklar.
Auffallend ist, dass dieses Fahrzeug keine Bugatti-Typennummer erhielt. Der folgende De Dietrich 24/28 PS hatte einen Motor gleicher Größe.